# Barajas de Melo
Pour les articles homonymes, voir Barajas et Melo (homonymie).
Barajas de Melo est une municipalité espagnole de la province de Cuenca, dans la région autonome de Castille-La Manche.